# Вижницький повіт
Ви́жницький повіт (нім. Bezirk Wiznitz)— адміністративна одиниця у складі Буковинського округу (1786-1849) та Герцогства Буковина (1849-1918).  Адміністративний центр — місто Вижниця.

## Розташування
Вижницький повіт розташовувався на заході краю. На півночі межував з Вашківецьким повітом, на сході — Сторожинецьким, на півдні — Радівецьким. Західні межі збігалися з адміністративним кордоном між Герцогством Буковина з Королівством Галичини та Володимирії, за яким знаходився Косівський повіт. 

## За часів Габсбурзької монархії
Вижницький повіт (до 1 серпня 1794 р. — Вижницький дистрикт), який складався з 12 околів по 10 громад,  був створений в 1786 році у складі Буковинського округу Королівства Галичини та Володимирії шляхом відокремлення від колишнього Чернівецького дистрикту.

### Адміністративна одиниця Герцогства Буковина
У 1849 Буковинському округу було надано статус коронного краю.

Після адміністративної реформи 1850 року Вижницький повіт був одним з 15 повітів Герцогства Буковина, а реформи 1865—1867 років — одним з 11.

Станом на 1868 рік Вижницький повіт складався з населених пунктів судових повітів Путила (налічував 12 386 мешканців, 11,1 миль) і Вижниця (налічував 21 713 мешканців, 11,32 миль).. 1 листопада 1898 року з судового повіту Вижниця був виокремлений судовий повіт Вашківці, який 1 жовтня 1903 року був виділений в окремий Вашківецький повіт.

У Вижницькому повіті в 1869 році проживало 48 177 осіб, до 1900 року чисельність населення зросла до 71 631 особи. Серед населення в 1900 р. було 53 561 русин-українець (74,8 %), 15 173 особи розмовляли німецькою (21,2 %), 301 румунською (0,4 %) та 2 518 іншою мовою (3,5 %). Повіт у 1900 р. займав площу 1499,89 км², включав три судові округи з 33 муніципалітетами та 17 фільварками.

Повіт за переписом 1910 року налічував 34 населені пункти, об'єднані у 17 гмін (самоврядних громад). Площа повіту становила 1 289 км², проживала 55 541 особа. За віросповіданням: 1 873 римо-католики, 1 601 греко-католик, 36 вірмено-католиків, 40 582 православні, 3 вірменської православної церкви, 590 лютеранів, 18 кальвіністів, 353 липовани і 10 484 юдеї. За національністю: 11 359 німців, 47 чехів-моравців-словаків, 1 185 поляків, 42 779 українців, 2 італійці, 90 румунів і 79 чужоземців.
| Рік  | Жителі | Німецькомовні | Україномовні | Румунськомовні | Інші мови |
| ---- | ------ | ------------- | ------------ | -------------- | --------- |
| 1869 | 48.177 |               |              |                |           |
| 1880 | 56.517 | 10.798        | 44.073       | 168            | 1.433     |
| 1890 | 64.740 | 13.563        | 48.888       | 168            | 2.034     |
| 1900 | 71.631 | 15.173        | 53.561       | 301            | 2.518     |
| 1910 | 55.541 | 11.359        | 42.779       | 90             | 1.313     |

## Самоврядні громади на 1910 рік[5]
Судовий повіт Сторонець Путилів
- Дихтинець
- Довгополе
- Яблониця
- Кисилиці
- Конятин
- Плоска
- Сергії
- Стебни-Шпитки (складалася зі Стебни і Шпитки)
- Сторонець Путилів
- Тораки
- Устє Путилів

Судовий повіт Вижниця
- Багна
- Берегомет над Серетом (складалася з Александерсдорф, Берегомет над Серетом, Катарінендорф, Лопушна, Мидриха)
- Чорногузи
- Іспас
- Лукавець над Серетом (складалася з Липовени і Лукавець над Серетом)
- Мариничі
- Меґа
- Мігова (Нігава)
- Миліїв
- Петраші
- Підзахарич
- Рівна
- Ростоки
- Шипіт над Серетом
- Виженка
- місто Вижниця

## Перша світова війна
Під час Першої світової війни територія повіту неодноразово займалася російськими військами. Протягом цього часу повітом керував призначений окупаційною владою намісник («начальник уезда»).

## Після падіння Австро-Угорщини

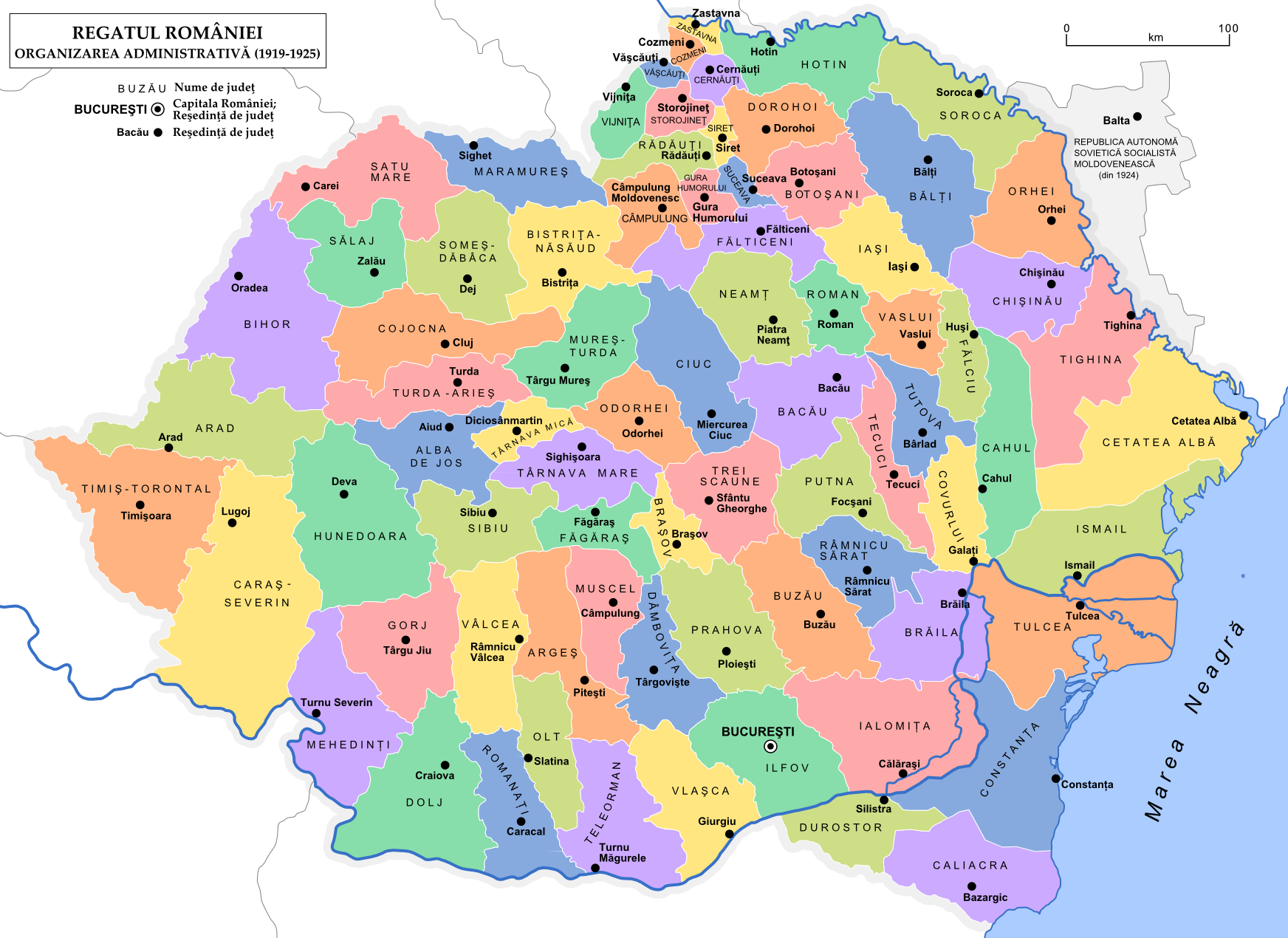
Адміністративно-територіальний поділ Королівства Румунія (1919-1925)

3 листопада 1918 року у Чернівцях відбулось, організоване Українським Крайовим Комітетом Буковини, велелюдне (понад 10 тисяч учасників) Буковинське віче, що ухвалило рішення про возз'єднання Північної Буковини із ЗУНР та подальшу злуку з УНР у соборну Україну.

6 листопада 1918-го року останній Буковинський крайовий президент граф Йозеф фон Ездорф офіційно передав владу у повітах де переважна більшість мешканців становили русини (зокрема Вижницькому) представнику УНРади Омеляну Поповичу.

Передбачалося збереження Вижницького повіту у складі утвореного Чернівецького округу ЗУНР.

Однак Румунське королівство, спираючись на шовіністичні кола серед лідерів місцевої румунської громади, скориставшись відведенням українських військових частин на польський фронт, розпочала військову операцію, підсумком якої стала анексія всієї території краю.

З 1919 року Вижницький повіт було реорганізовано у жудець Вижниця, який (як й інші повіти) до 1925 року зберігався у тих самих межах.

Відповідно до закону від 14 червня 1925 р., жудець Вижниця був ліквідований, а територія поділена між жудицями Сторожинець та Радівці.